# Shizuo Takada
Shizuo Takada ou 高田 静夫, né le 5 août 1947, est un arbitre de football japonais. Arbitre de 1980 à 1994, il fut international depuis 1984. Il fut le premier arbitre japonais en phase finale de coupe du monde.

## Carrière
Il a officié dans des compétitions majeures :
- Coupe d'Asie des nations de football 1984 (finale)
- Coupe du monde de football des moins de 20 ans 1985 (1 match)
- Coupe du monde de football de 1986 (1 match)
- CAN 1990 (2 matchs)
- Coupe du monde de football de 1990 (1 match)